# Jocelyn Brando
Jocelyn Brando (San Francisco, 18 de noviembre de 1919-Santa Mónica, 27 de noviembre de 2005) fue una actriz estadounidense de televisión, cine y teatro. Además, hermana mayor del actor Marlon Brando.

## Biografía
Jocelyn Brando, la hermana mayor de Marlon Brando, nació en San Francisco, California, siendo hija de Marlon Brando Sr. y de Dorothy Pennebaker Brando. Jocelyn, Marlon y su hermana Frances crecieron sobre todo en Omaha, Evanston y Libertyville; aunque la familia también pasó un tiempo en California. El trauma de los tres hermanos fue el alcoholismo de sus padres, que revistió especial gravedad con su madre, quien más tarde se convirtió en una líder en Alcohólicos Anónimos antes de su muerte. A pesar de que Jocelyn entró en la lista negra por haber firmado una petición de paz, logró una carrera que abarcó cinco décadas en el teatro, el cine y la televisión. 
Jocelyn Brando llegó a los escenarios de forma natural, apareciendo por primera vez en una producción teatral bajo la dirección de su madre, quien era una principal directora del grupo de teatro de Omaha. Su madre, Dorothy Brando, dirigió también a Henry Fonda, quien comenzó en el teatro en este mismo grupo. Jocelyn hizo su debut en Broadway poco después de su cumpleaños número 22, apareciendo en primer lugar en el Teatro Longacre el 2 de enero de 1942. Su siguiente aparición en Broadway se produjo dos meses después de que su hermano menor comenzara su papel en Un tranvía llamado Deseo, el 18 de febrero de 1948. Dicha obra fue todo un éxito.
Jocelyn no continuó con su carrera teatral, apareciendo en la comedia The Golden State en la temporada de 1950 a 1951, un fracaso que duró 25 actuaciones. Se recuperó por la aclamación de la crítica, pero sin éxito comercial en 1952.
De vuelta con el uniforme de una oficial militar, Jocelyn hizo su debut cinematográfico en el drama de guerra de Don Siegel China Venture (1953). Cuando llegó por primera vez a Hollywood, ella dio una entrevista con el New York Times en el que ella habló sobre los consejos de su hermano a la actriz principiante. Realizó su segunda película, que fue su papel más conocido en una film: la esposa del detective interpretado por Glenn Ford en la cinta de Fritz Lang Los sobornados (1953). El personaje de Jocelyn era asesinado por un coche bomba destinado a su marido. También interpretó papeles secundarios en dos películas protagonizadas por su hermano, The Ugly American (1963) y La jauría humana (1965).
A finales de 1960, Jocelyn se unió al elenco de la telenovela de CBS El amor de la vida, donde interpretó el papel de la señora Krakauer, madre de Tess (Toni Bua Bull) y Mickey (Alan Feinstein). En la televisión de horario central, hizo el papel recurrente de la señora Reeves en Dallas. También apareció en series de televisión tan populares como Richard Diamond, detective privado, Alfred Hitchcock presenta, Wagon Train, The Virginian, Kojak y Little House on the Prairie.
Posteriormente, Jocelyn Brando, conocida por su agudo sentido del humor, montó su propia librería en Santa Mónica, conocida como La Papelera del Libro. Escribió poesía y realizó talleres en su casa en el método intensivo diario, una técnica de autoterapia desarrollada por Ira Progoff.
Jocelyn Brando se casó dos veces y tuvo un hijo en cada matrimonio: Gahan Hanmer, del director Don Hanmer, y Martin Asinof, con el escritor Eliot Asinof. Falleció un año después que su famoso hermano en su casa de Santa Mónica a los ochenta y seis años de edad por causas no reveladas. Fue cremada y sus cenizas esparcidas en el océano Pacífico.